# Simpsonichthys janaubensis
Simpsonichthys janaubensis är en fiskart som beskrevs av Costa 2006. Simpsonichthys janaubensis ingår i släktet Simpsonichthys och familjen Rivulidae. Inga underarter finns listade i Catalogue of Life.